# Юзеф Шанайца
Юзеф Шанайца (пол. Józef Szanajca, 17 березня 1902, Люблін — 24 вересня 1939) — польський архітектор.

## Біографія
1927 року закінчив архітектурний факультет Варшавської політехніки. Виконав багато проєктів спільно зі своїм другом Богданом Ляхертом. Активно співпрацював зі Станіславом Брукальським, Лехом Немоєвським, Володимиром Вінклером. Входив до угрупування митців лівого спрямування «Praesens» (1926—1930). Був членом журі першого конкурсу типових проєктів невеликих приватних будинків, організованого 1933 року варшавським Банком крайового господарства. 1927 року на вставці SAP експонував низку проєктів, виконаних спільно з Ляхертом.
У Варшаві мешкав на вулиці Глогера, 2 в місцевості Охота. Загинув 24 вересня 1939 у перший місяць війни у Плажові під Томашевом Любельським. Іменем архітектора названо вулицю у Варшаві в місцевості Прага Північ.
Роботи
- Перше місце серед проєктів дешевих житлових будинків на виставці 1926 року у Львові. Співавтори Лех Немоєвський і Богдан Ляхерт.[3]
- Конкурсний проєкт будинку Школи політичних наук. 1926 рік, співавтор Богдан Ляхерт. Експонували на вставці SAP 1927 року.[2]
- Проєкт вілли у Гдині, створений до 1927 року, співавтор Богдан Ляхерт. Експонувався на вставці SAP 1927 року.[2]
- Конкурсний проєкт будинку Ліги Націй у Женеві (1927, співавтори Богдан Ляхерт, Станіслав Гемпель).[4]
- Проєкт храму Провидіння Господнього у Варшаві на другому (закритому) конкурсі на цей костел, що проводили 1931 року. Співавтор Богдан Ляхерт.[5] Французький журнал L'Architecture d'aujourd'hui № 5 за 1932 рік опублікував 6 ілюстрацій проекту.[6]
- Низка житлових будинків Фонду військового квартирування в Ковелі (1930-х, співавтори Богдан Ляхерт, Володимир Вінклер).[7]
- Будинок Фонду військового квартирування у Станиславові (нині Івано-Франківськ; 1930-х, співавтори Богдан Ляхерт, Володимир Вінклер).[7]
- Пошта у Станиславові (1930-х, співавтори Богдан Ляхерт, Володимир Вінклер).[7]
- Проєкт невеликого дешевого приватного будинку. Експонували 1932 року на виставці «Tani Dom Własny» у Варшаві, у місцевості Бєляни. Співавтор Богдан Ляхерт.[8]
- Два проєкти регуляції площі Пілсудського у Варшаві. Розроблені для конкурсу, на якому один із проєктів здобув III місце, а другий придбало журі. Співавтори Богдан Ляхерт, Барбара Брукальська, Станіслав Брукальський.[9]
- Конкурсний проєкт польського павільйону для Міжнародної виставки в Нью-Йорку 1939 року. Конкурс відбувся 1938 року. Проєкт здобув одне з двох рівнозначних IV місць. Співавтор Богдан Ляхерт.[10]
- Санаторій для хворих на туберкульоз у місті Гостинін. Реалізація проєкту тривала протягом 1938–1940 років. Співавтор Богдан Ляхерт.[11]
- Будівлі Закладу соціального страхування на вулиці Міцкевича в місцевості Жолібож у Варшаві. Співавтор Станіслав Брукальський.[12]
- Мікрорайон між вулицями Дзєннікарською, Сулковського, Промика і Богомольця у Варшаві. Співавтори Богдан Ляхерт, Ян Реда, Роман Пьотровський.[12]